# Реінвестиція
Реінвестиція — операція, яка передбачає здійснення капітальних або фінансових інвестицій за рахунок доходу (прибутку), отриманого від інвестиційних операцій.
Реінвестиція у валюті України в об'єкт первинного інвестування чи в будь-які інші об'єкти інвестування відповідно до законодавства України за умови сплати податку на прибуток є(вважається ) іноземною інвестицією.
Реінвестиції є вторинним використанням капіталу з метою його повторного інвестування за допомогою припливу грошових ресурсів в результаті раніше здійснених проектів і продажу неефективних фінансових інструментів.
Реінвестиції, або інвестиції відновлення — це грошові кошти (амортизаційні відрахування й частина прибутку), які спрямовуються на такі цілі:
- відтворення основних фондів, заміну зношеного і морально застарілого обладнання;
- впровадження нових технологічних процесів;
- підготовку і перепідготовку кадрів;
- проведення різноманітних науково-дослідних робіт, рекламних акцій та інших заходів, які дають змогу підприємству відстояти свої позиції в умовах суворої конкурентної боротьби.